# 공덕산 (경북)
공덕산(功德山)은 대한민국 경상북도 문경시 산북면과 동로면 사이에 있는 높이 912m의 산이다.

## 같이 보기
- 한국의 산